# Pietje Horsten
Pietje Horsten is een Mechels theatermaker en filmmaker.

## Levensloop
Horsten studeerde af in 1979 aan het RITCS. Hij begon daarna als regieassistent bij de VRT. Hij startte er het programma Het Liegebeest mee op en daaruit volgde de samenwerking met Frank Dingenen aan Meester, hij begint weer!. Dat programma won onder andere de prijzen prijs van de tv-kritiek, grote-kinderkast en Prix Jeunesse. Er ontstond ook een vriendschapsband tussen hem en twee leerlingen van een klas: Bart De Pauw en Danny Timmermans. Samen met hen maakte hij Buiten de zone, een komisch programma. Ook Buiten de zone viel regelmatig in de prijzen. Hij was ook regisseur van W817. Deze reeks liep vanaf 1999 op Ketnet.
Zijn vader, Gust Horsten, is medewerker van het Mechels amateurtoneelgezelschap Voor Taal en Kunst. Zelf speelde Pietje Horsten daar al een twintigtal jaren en nam hij ook enkele regies voor zijn rekening. Met Danny Timmermans bewerkte hij het script van Pulp Fiction van de Amerikaanse filmmaker Quentin Tarantino tot een op jongeren gerichte toneelproductie in Mechelen.
Horsten debuteerde in het beroepstheater met zijn regie van Naaldhakken van Theresa Rebeck bij De Komeet. In het tweede seizoen van De Komeet regisseerde hij twee producties: de gezinsvoorstelling Peter Pan, die bijna 70 voorstellingen haalde, en de satire Popcorn van de Engelse schrijver Ben Elton.
In februari 1999 ging een nieuwe regie van Horsten in première bij De Komeet: Beestig (Fat men in skirts) van Nicky Silver. Ook Featuring Loretta in de cyclus Motel van George F. Walker werd door hem geregisseerd. Door gebrek aan subsidies ging De Komeet in 2000 ter ziele. De laatste Komeetproductie, (VR)ETEN was nog van zijn hand.
Hij schreef ook mee aan de opvolger van zijn sitcom W817: En daarmee basta!.
In 2012 regisseerde hij Loslopend wild, een sketchprogramma op Eén.
In 2018 werd hij zaakvoerder van HHH - productions (Haesen, Hannes en Horsten), waarmee hij in samenwerking met productiehuis Koeken Troef! betrokken was bij het evenement 'Vossen, expeditie in het land van Reynaert' van The Phoebus Foundation. 